# Халдеево (Ярославская область)
Халдеево — село Ростовского района Ярославской области, входит в состав сельского поселения Семибратово. 

## География
Расположено на берегу реки Луть в 13 км на северо-запад от центра поселения посёлка Семибратово и в 24 км на север от Ростова.

## История
В селе было две каменных церкви: холодная во имя Казанской Пресвятой Богородицы построена в 1784 году и теплая церковь во имя св. Николая, построенная в 1794 году. 
В конце XIX — начале XX вв. село входило в состав Ильинской волости Ярославского уезда Ярославской губернии. В 1883 году в селе было 12 дворов.
С 1929 года село входило в состав Ивашковского сельсовета Ростовского района, с 1954 года — в составе Татищевского сельсовета, с 2005 года — в составе сельского поселения Семибратово.

## Население
| 1859 | 1883 | 1914 | 2007 | 2010 |
| ---- | ---- | ---- | ---- | ---- |
| 91   | ↗101 | ↗120 | ↘3   | ↗4   |

## Достопримечательности
В селе расположены недействующие церкви Казанской иконы Божией Матери (1784) и Николая Чудотворца (1794).